# Енциклопедизм
Енциклопедизм — широка всебічна освіченість, обізнаність у різних галузях знання.
Освіченість — освіта, засвоєння різнобічних знань; культурних традицій тощо.
Під поняттям «енциклопедизм» розуміється істинність (достовірність, надійність), об'єктивність інформації